# Night Diver
「Night Diver」（ナイト・ダイバー）は日本の歌手・三浦春馬の楽曲。2020年8月26日に2枚目のシングルとして発売。

## 背景
2020年4月5日、三浦は自身の誕生日に行ったInstagramライブの中で、初夏に2枚目のシングルを発売することを発表した。Hey! Say! JUMPやSexy Zone、欅坂46らにも楽曲提供するロックバンド HaKUの元メンバーである辻村有記が手がけた表題曲「Night Diver」や、三浦が作詞作曲に初挑戦した楽曲など全3曲が収録されること、加えて、秋に東京と大阪で初のショーケースライブ「Haruma Miura ”Show Case Live 2020”（仮）」を開催することも告知された。
同年7月1日、シングル「Night Diver」の発売が発表、併せてカップリング曲として三浦が作詞作曲に初挑戦した「You & I」の収録が公表された。初回限定盤に付属されるDVDには、「Night Diver」のミュージックビデオや、1stシングル「Fight for your heart」のカップリング曲「YOU」のスタジオアコースティックライブ映像、さらにレコーディングやMV撮影の模様を追ったドキュメンタリー映像を収録。また、通常盤には撮り下ろし写真を使用したスペシャルブックレットが付属する。
事前に告知されていたショーケースの開催は、新型コロナウイルスの感染拡大を受けて観客を入れた状態での開催を断念し、無観客でのショーケースライブ配信に変更となったことが発表された。7月10日にはジャケットアートワークが公開された。
しかし、7月18日に三浦が急逝（享年30）。7月23日、A-Sketchより2ndシングル「Night Diver」について、「“表現者“三浦春馬が音楽というフィールドで新たな表現に立ち向かい、産まれた楽曲の魂を消さず、当初の予定通りに発売する事が一番大切な事である」と、当初の予定通り8月26日に発売されることが発表された。また、本作売上の一部を、三浦が生前より取り組んでいたチャリティイベント「Act Against AIDS」で支援を続けていた認定NPO法人「フレンズ・ウィズアウト・ア・ボーダーJAPAN」を通じ、ラオスのラオ・フレンズ小児病院に寄付されることも発表された。7月24日より「Night Diver」のミュージック・ビデオ（MV）が公開、先行配信された。

## 批評家の反応
音楽ライターの榑林史章は、Real Soundのコラムの中で楽曲を「パーカッシブなEDMで、夏の夜のムードにぴったりのサウンド」と批評。更に三浦のボーカルについて、「Aメロではウィスパー調の表現を新鮮に聴かせ、それに続くため息と早口で畳みかけるBメロはどこかユーモアを感じさせ、サビでは一転、目の前に広い世界が広がるような、スケールの大きいボーカルを聴かせてくれている」とコメント。「前作「Fight for your heart」ではワイルドなハイトーンボイスと共に楽曲を全身で表現していたが、今作では実に多彩なボーカル表現を聴くことができ、アーティストとしての進化を実感させる」として肯定的に評価した。
また、音楽情報サイトのロッキン・ライフでは、「2020年ベストソング20」の第9位に「Night Diver」を挙げており、「リズムを自在に乗りこなす気持ちよさがある歌。特にサビの三連符の乗りこなし方は圧巻。複雑なリズムを鮮やかに乗りこなすのは三浦春馬だからこそ。メロディーよりもリズムが主体でありながらも、ポップスならではの魅力もきっちりとはらんでいるのは流石の一言。こういうテイストの作品でここまでドキドキさせられるのは、三浦春馬のボーカルそのものが圧倒的なグルーヴを生み出しているからだと思う。ポップスに新たな可能性を提示した鮮烈なる作品」「（ポップスでは珍しく）メロディーよりもリズムが主役の歌であり、そこにかっこよさがある」「そのリズムを泳ぐように歌う三浦春馬のボーカルが素晴らしい。ボーカルとサウンドの結託があるからこそこの歌がかっこいいものになっているし、それを成立させるという難しさを、三浦春馬という才能あるボーカリストは達成している」と評している。

## チャート成績
先行配信開始の翌日からオリコンデジタル シングルランキングにおいて5日連続で1位となった。三浦が作詞・作曲した「You & I」は1.3万DL（13,178DL）を記録、2020年8月26日付「デイリーデジタルシングル（単曲）ランキング」で初登場1位を獲得した。また「ONE」は1.3万DL（12,729DL）で2位、先行配信されていた「Night Diver」も1.2万DL（12,332DL）で前日25位から3位へ再浮上したことにより、2ndシングルに収録されている3曲がTOP3を占める形となった。
発売初日はデイリー2位であったが、4日目に1位を獲得し、更に5日後に1位に再浮上している。オリコンチャートの8月25日付「デイリーシングルランキング」では、売上枚数15万213枚を記録、初登場2位となった。
2020年度のオリコン 年間シングルランキングでは21位となり、同年度の男性ソロシンガーのシングルとしては最高順位を記録した。
| チャート（2020年）                | 最高 順位 |
| --------------------------------- | --------- |
| Billboard Japan Hot 100           | 2         |
| Billboard Japan Top Singles Sales | 2         |
| Billboard Japan Download Songs    | 3         |
| Billboard Japan Streaming Songs   | 4         |
| オリコン 週間シングルランキング   | 2         |
| オリコン 年間シングルランキング   | 21        |

### 認定と売上
|                                                           | 認定 (RIAJ) | 売上/再生回数 |
| --------------------------------------------------------- | ----------- | ------------- |
| フィジカルCD                                              | プラチナ    | 250,000** 枚  |
| ダウンロード                                              | 未公表      | 110,000 DL    |
| ストリーミング                                            | 未公表      | -             |
| *認定のみに基づく売上/再生回数 **認定のみに基づく出荷枚数 |             |               |

## ミュージックビデオ
ミュージックビデオは、A-SketchのYouTube公式チャンネルにて2020年7月24日に公開された。再生回数は、同日午後10時から1日半で600万回を超え、28日に1,000万回を突破した。
監督は東市篤憲。三浦が足元に水が張られた空間でダンサーと共に力強いダンスパフォーマンスを披露する内容になっている。振り付けはSKY-HIダンサーズのKensukeが担当した。
音楽ライターの榑林史章は、Real Soundのコラムの中で、ミュージックビデオを「ひとつの舞台を見るような物語性を感じさせる構成になっていて、非常に見応えがある。」と評価している。

## ライブパフォーマンス
表題曲「Night Diver」は2020年7月24日放送のテレビ朝日系列『ミュージックステーション』3時間半SPで初披露される予定であったが、三浦が7月18日に急逝。24日の放送では「生前、最後に残した楽曲とパフォーマンスをファンの皆さんに見ていただき記憶に残して欲しい」と三浦側のスタッフからの要望があり、同作品のミュージックビデオが公開された。

## 収録曲

### CD
| #         | タイトル        | 作詞           | 作曲                | 編曲      | 時間  |
| --------- | --------------- | -------------- | ------------------- | --------- | ----- |
| 1.        | 「Night Diver」 | 辻村有記       | 辻村有記            | 辻村有記  | 3:23  |
| 2.        | 「ONE」         | Kanata Okajima | Kanata Okajima, MEG | MEG       | 4:17  |
| 3.        | 「You & I」     | 三浦春馬       | 三浦春馬            | 源田爽馬  | 3:37  |
| 合計時間: | 合計時間:       | 合計時間:      | 合計時間:           | 合計時間: | 11:17 |

### 初回限定盤DVD
| #         | タイトル                     | 作詞  | 作曲・編曲 | 時間  |
| --------- | ---------------------------- | ----- | ---------- | ----- |
| 1.        | 「Night Diver」(Music Video) |       |            | 3:35  |
| 2.        | 「YOU」(Studio Session)      |       |            | 4:17  |
| 3.        | 「ドキュメンタリーMovie」    |       |            | 28:27 |
| 合計時間: | 合計時間:                    | 36:19 |            |       |